# Akoua (Mvog Nyengue)
Akoua est une localité du Cameroun, située dans l'arrondissement d'Akonolinga, le département du Nyong-et-Mfoumou et la région du Centre.

## Population
En 1961, Akoua comptait 521 habitants, principalement des Mvog Nyengue. Lors du recensement de 2005, on y a dénombré 388 personnes.